# Ludvík Svoboda
Ludvík Svoboda (n. 25 noiembrie 1895, Hroznatín - d. 20 septembrie 1979, Praga) a fost un militar, general de armată (din 1945), om politic cehoslovac și membru al Partidului Comunist din Cehoslovacia (din 1948), de trei ori Erou al Republicii Socialiste Cehoslovace (1965, 1970, 1975) și Erou al Uniunii Sovietice (1965). A luptat în cele două războaie mondiale și este considerat astăzi un erou național. A îndeplinit ulterior funcția de președinte al Cehoslovaciei comuniste (1968-1975). 

## Cariera militară
Svoboda s-a născut la Hroznatín, Moravia. S-a alăturat în 1915 Armatei Austro-Ungare și a fost luat prizonier în același an pe Frontul de Est. După eliberare a luptat în Legiunile Cehoslovace pe teritoriul Rusiei. A luat parte la luptele legendare de la Zborov și Bakhmach și s-a întors acasă din Siberia. Apoi a lucrat la moșia tatălui său înainte de a începe o carieră militară în Armata Cehoslovacă în 1921.
La începutul anilor 1930 Svoboda a predat la o academie militară. După ocuparea Cehoslovaciei de către germani în primăvara anului 1939, a devenit membru al unei organizații secrete numite Obrana národa (Apărarea națiunii). Se presupune că, în același timp, a realizat o legătură cu serviciile de spionaj sovietice. În iunie 1939 a fugit în Polonia, formând o unitate militară cehoslovacă la Cracovia, înainte de a cădea în captivitatea sovietică în timpul invaziei sovietice în Polonia. A reușit să scape de la o moarte sigură după ce - așa cum a relatat după război - a cerut celor care l-au capturat să formeze un număr de telefon de la Moscova unde au putut să obțină o informație cu caracter personal despre el. După începerea ofensivei germane împotriva URSS-ului, Svoboda a devenit conducătorul unităților militare cehoslovace de pe Frontul de Est. Unitatea sa a luptat cu germanii pentru prima dată în martie 1943 în Bătălia de la Sokolovo, din Ucraina. În calitate de comandant a condus, de asemenea, a trupele Corpului 1 Armată Cehoslovac în Bătălia din pasul Dukla în toamna anului 1944, când, în urma unor lupte foarte grele, această unitate a reușit să treacă pentru prima dată frontiera de stat cehoslovacă. Conducerea carismatică și curajul personal al lui Svoboda au fost foarte apreciate de către superiorul său militar de la acea vreme, mareșalul sovietic Ivan Konev. Beneficiind de încrederea conducătorului comunist din exil Klement Gottwald și a oficialilor sovietici, el a urcat rapid treptele ierarhiei militare, devenind general de armată în august 1945.

## Cariera politică postbelică
În timpul celui de-al Doilea Război Mondial, o mare parte a Cehoslovaciei a fost eliberată de Armata Roșie și de Corpul 1 Armată Cehoslovac aflat sub conducerea lui Svoboda. Svoboda a fost numit ministru al apărării, îndeplinind această funcție în perioada 1945-1950, fiind considerat în același timp un erou al Frontului de Est. Uniunea Sovietică s-a bucurat de o mare popularitate în rândul populației și în alegerile din 1946 Partidul Comunist din Cehoslovacia a obținut 38% din voturi la nivel național.
La 22 februarie 1948 aproape toți miniștrii necomuniști ai guvernului au demisionat în semn de protest față de practicile lui Gottwald și a celorlalți comuniști. Svoboda a fost unul dintre puținii care au rămas în funcție. Congresul Uniunii Sindicatelor dominat de comuniști a votat în unanimitate pentru înlocuirea celor 12 miniștri demisionari cu miniștri comuniști. Ca urmare a faptului că muncitorii înarmați și angajații Miliției Poporului au ieșit în stradă, Svoboda a refuzat să reprime insurecția prin folosirea forței militare, spunând că „armata nu va lupta împotriva poporului”. Două zile mai târziu (și la o zi după o grevă generală la care au participat 2,5 milioane de cetățeni), președintele Edvard Beneš a cedat presiunii în creștere din partea lui Gottwald și a numit un guvern dominat de comuniști și social-democrați pro-sovietici. Preluarea funcțiilor guvernamentale s-a făcut fără vărsare de sânge. Svoboda, a cărui etichetă fusese cea de ministru „apolitic” încă din primele zile ale mandatului său, s-a alăturat Partidului Comunist al cărui cal troian fusese de facto tot timpul și a fost ales deputat în Adunarea Națională.
Svoboda a fost forțat să iasă din armată (în care ajunsese din noiembrie 1945 la rangul de general de armată) în 1950 ca urmare a presiunii sovieticilor. El a îndeplinit funcția de viceprim-ministru din 1950 până în 1951. În perioada de epurare politică care a urmat Svoboda a fost arestat și i s-a „recomandat” să-și salveze renumele prin comiterea unui suicid, dar în cele din urmă a fost eliberat, iar toate acuzațiile au fost retrase. Revenirea sa în viața publică a avut loc la dorința personală a lui Hrușciov, pe care Svoboda îl cunoscuse în timpul războiului, și a condus, ulterior, Academia Militară Klement Gottwald.
În 1946 i-a fost acordat titlul de Erou al Poporului din Iugoslavia. Svoboda a primit, de asemenea, titlurile de Erou al Uniunii Sovietice (la 24 noiembrie 1965) și Erou al Republicii Socialiste Cehoslovacia (acest titlu fiindu-i atribuit  în 1970 și 1975). A fost distins cu  Premiul Lenin pentru Pace (1970).

## Președinte al Cehoslovaciei

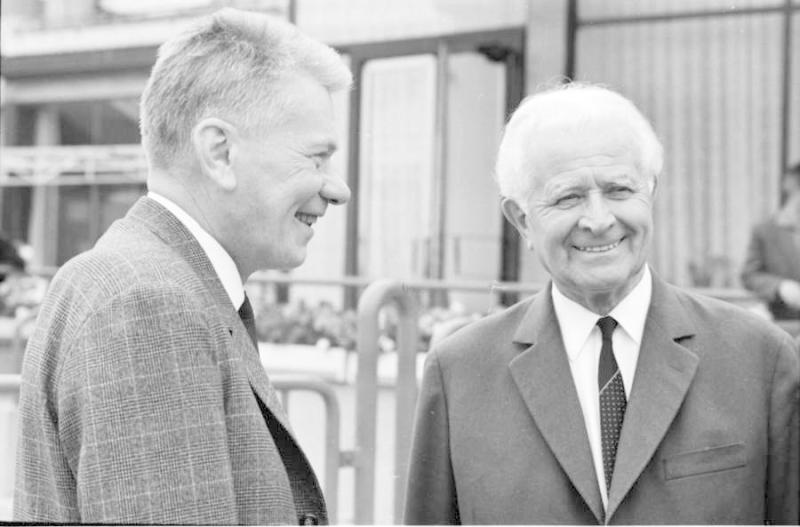
Josef Smrkovský & Ludvík Svoboda

La sfârșitul regimului condus de Antonín Novotný, în perioada cunoscută sub numele de Primăvara de la Praga, Svoboda a fost ales președinte al Cehoslovaciei la 30 martie 1968, la recomandarea noului prim-secretar Alexander Dubček. El a fost un candidat acceptabil atât pentru cehi, cât și pentru slovaci, iar în calitate de erou de război și de victimă a epurărilor de la începutul anilor 1950 s-a bucurat de o stimă foarte mare în rândul populației.
Svoboda și-a dat consimțământul pentru procesul de reformă inițiat de noua conducere a partidului până la invadarea Cehoslovaciei de către armatele Pactului de la Varșovia în august 1968. Oripilat de experiențele sale din cele două războaie mondiale, el a semnat un ordin prin care a oprit armata cehoslovacă să intervină împotriva trupelor invadatoare ale Pactului de la Varșovia. A călătorit la Moscova pentru a obține eliberarea lui Dubček și a celorlalți lideri reformiști, care fuseseră răpiți de către forțele invadatoare. Cu toate acestea, atunci când a sosit Svoboda, Leonid Brejnev i-a cerut să numească un „guvern format din muncitori și țărani” pentru a avea încredere în respectarea liniei politice oficiale - care a stat la baza solicitării invaziei de către liderii conservatori ai partidului. Svoboda nu numai că a refuzat, dar a amenințat că-și va trage un glonț în cap în prezența lui Brejnev dacă Dubček și ceilalți reformiști nu vor fi eliberați.
Cu toate acestea, Svoboda nu a putut face nimic pentru a-l împiedica pe Brejnev să-i forțeze pe reprezentanții cehoslovaci să semneze protocoalele de la Moscova, ceea ce a însemnat o capitulare de fapt, deoarece acestea au fost ținute secrete și au oferit armatelor Pactului de la Varșovia dreptul la o „ședere temporară” (așa cum a fost numit mai târziu într-o ședință parlamentară din octombrie) în Cehoslovacia. De asemenea, protocoalele au obligat conducerea partidului să promoveze schimbări politice, culturale și de altă natură care să stopeze procesul de reformă. Svoboda l-a sprijinit, de asemenea, pe ministrul apărării Martin Dzúr, care a ordonat armatei cehoslovace să nu opună nici o rezistență. Dată fiind indignarea și rezistența publică, acțiunea arbitrară a lui Svoboda a fost, de fapt, în acord cu intenția lui Brejnev.

## Perioada de normalizare
Svoboda a supraviețuit înlăturării comuniștilor reformiști din Cehoslovacia în urma Primăverii de la Praga, în timp ce a asistat pasiv la epurări și la reducerea libertăților civile, care fuseseră restaurate pentru scurt timp. El a susținut cenzura presei și a contribuit, de asemenea, la înlocuirea lui Dubček cu Gustáv Husák în aprilie 1969. Până în ziua în care a murit, el a crezut și a susținut că atitudinea sa supusă în fața lui Brejnev a contribuit la salvarea a mii de vieți de la „consecințe imense”; a susținut această politică invocând propriile sale amintiri despre ororile războiului.
Svoboda a rezistat încercărilor lui Husák de a-l înlătura de la Președinție până în 1975, când a fost nevoit să se retragă printr-un act constituțional (paragraful 64 Nr.143/1968 Sb.). Acest act prevedea că în cazul în care actualul președinte era inapt să își îndeplinească atribuțiile sale timp de un an sau mai mult, Adunarea Federală avea dreptul de a alege un succesor permanent. În cazul lui Svoboda, el avea de mai multă vreme o stare de sănătate tot mai precară, făcând justificat apelul la acel act.
În ciuda faptului că a fost folosit de mai multe ori în mod abuziv de către politicieni pentru atingerea propriilor scopuri, Svoboda continuă să se bucure de un grad de respect în rândul cehilor și slovacilor, probabil, din cauza poziției sale curajoase și a tăriei de caracter dovedite în mai multe rânduri în momentele cruciale ale istoriei cehoslovace. Piețe și străzi, atât în Republica Cehă, cât și în Slovacia continuă să-i poarte numele, în timp ce numele majorității liderilor din perioada comunistă au fost îndepărtate după Revoluția de Catifea. Atitudinea sa poate fi, probabil, explicată prin propriile sale cuvinte: „Tot ceea ce am făcut vreodată trebuie să fie măsurat prin intenția mea de a-mi servi cât mai bine poporul și țara”.

## Onoruri și distincții
Cehoslovacia (1920–1939)
- Ordinul Vulturului, cu spade
- Ordinul Regele Carol al IV-lea
- Ordinul M. R. Štefánik[16]

Cehoslovacia
- Steaua de Aur Erou al Republicii Socialiste Cehoslovacia, de trei ori (24 noiembrie 1965, 30 aprilie 1970, 30 mai 1975)
- Ordinul Klement Gottwald, de trei ori (1959, 1970, 1975)
- Ordinul Militar Leul Alb „Pentru Victorie”, clasa I (1945)
- Ordinul Revolta Națională Slovacă, clasa I
- Crucea de Război Cehoslovacă 1939–1945, de trei ori
- Medalia cehoslovacă „Pentru curaj în fața inamicului” (1945)
- Medalia cehoslovacă „Pentru Merit”
- Medalia comemorativă a celei de-a doua rezistență națională
- Medalia pentru victoria aliată
- Medalia comemorativă Zborovskaya
- Medalia comemorativă Bahmachskaya
- Medalii comemorative 1918–1919 dobrovolecke (insignă)
- Medalia dobrovolnika 1918–1919
- Medalii comemorative: Regimentul 3 Infanterie Jan Žižka; Regimentul 4 Vânători Prokop cel Mare; Regimentul 5 Vânători T. G. M.; Regimentul 6 Vânători Hanácké; Regimentul 9 Vânători K.H. Borovsky; Regimentul 10 Vânători P. J. Kozina; Regimentul 21 Vânători terronskeho; Regimentul 30 Infanterie A. Jirasek; Regimentul 1 Motorizat John Sparks of Brandys; Trupele de artilerie din Rusia; Compania constructoare de mașini din Rusia[necesită citare]; Corpurile dobrovoleckeho din Italy 1918–1948
- Crucea Comemorativă a Regimentului 2 al Legiunii Ruse
- Insigna comemorativă Štefánikův
- Medalia comemorativă militară cu inscripția URSS (1945)
- Medalia comemorativă Dukelskaya
- Medalia comemorativă Sokolovskaya
- Pilot de onoare în Escadronul de Câmp
- Pilot cehoslovac de onoare
- Insigna de gherilă
- Medalia de onoare pentru luptătorii împotriva fascismului, clasa I
- Comandor al Ordinului Cehoslovac Sokol TCH CS Vojensky Rad Bileho Lva, clasa I (1945)
- Crucea de Război Cehoslovacă 1918
- Ordinul 25 Februarie, clasa I
- Ordinul Victoria din Februarie
- Crucea Cehoslovacă pentru Bărbăție 1914-1918

Imperiul Rus
- Crucea Sfântului Gheorghe, clasele a III-a și a IV-a (1917)

Uniunea Sovietică
- Erou al Uniunii Sovietice (24 noiembrie 1965)
- două ordine Lenin (1943, 1965)
- Ordinul Revoluția din Octombrie (1970)
- Ordinul Suvorov, clasele I (1945) și a II-a (1943)
- Medalia „Pentru victoria asupra Germaniei în Marele Război pentru Apărarea Patriei 1941-1945” (1945)
- Medalia „Pentru Eliberarea Pragăi” (1945)
- Premiul Lenin pentru Pace „pentru pacea între popoare” (1970)

Polonia
- Virtuti Militari, clasa I (1947)
- Crucea Grunwald, clasa I (1948)
- Ordinul Polonia Restituta, clasa I (1969)
- Crucea Militară (1944)
- Medalia „Pentru Varșovia 1939-1945”
- Medalia „Pentru Odra, Nisus și Marea Baltică”
- Medalia Victoriei și Libertății 1945

Altele
- Ordinul Eroul Poporului (Iugoslavia, 1946)
- Ordinul „Pentru serviciul adus poporului”, clasa I (Iugoslavia)
- Ordinul Steagul Roșu (Ungaria)
- Ordinul „Pentru Merit”, clasa I (Ungaria, 1950)
- Mare Ofițer al Legiunii de Onoare (Franța)
- Croix de guerre 1939–1945 (Franța)
- Cavaler Comandor al Ordinului Bath (Marea Britanie)
- Legiunea de Merit în grad de comandor (SUA, 1945)
- Medalia comemorativă a aniversării a 2500 de ani de la fondarea Imperiului Persan (14/10/1971).[22]